# Hertfordshire
Hertfordshire é um condado do sul da Inglaterra. As principais cidades do condado são St Albans, Hatfield, Hemel Hempstead, Watford, Hertford, Rickmansworth, Royston, Berkhamsted, Borehamwood, Letchworth, Welwyn, Stevenage, Potters Bar, Harpenden, Cheshunt e Bishops Stortford. 
É citado no clássico Orgulho e Preconceito. 